# Replicatori (Stargate)
(Thor, parlando dei Replicatori)
I Replicatori, o Replicanti, sono una razza aliena immaginaria di Stargate.

## Storia

### La creazione
I Replicatori furono creati da una ragazza-androide di nome Reese. Essi furono creati dalla ragazza come giocattoli per se stessa. Quando gli umani che la crearono cominciarono ad avere paura di lei e dei suoi "giocattoli", Reese insegnò loro a proteggere lei e se stessi. Parte di questo insegnamento fu anche la capacità di auto-replicarsi. I Replicatori crebbero in numero e Reese perse il controllo di questi esseri che sterminarono la popolazione del pianeta dove viveva la ragazza androide. Raso al suolo il pianeta abbandonarono Reese e cominciarono ad esplorare l'universo in cerca di materia prima per la loro esistenza.

### La guerra con gli Asgard
Ad un certo punto della loro storia, gli Asgard esplorarono un pianeta nella loro galassia d'origine dove scoprirono dei Replicatori disattivati. Il loro creatore non era stato trovato così fu creduto distrutto dai Replicatori stessi. Durante gli studi che fecero sui resti ritrovati, i Replicatori si attivarono e cominciarono ad assimilare la tecnologia degli Asgard, i quali non riuscirono ad impedir loro di espandersi per tutta la loro galassia. I Replicatori divennero una piaga che distruggeva ogni cosa sul suo cammino. Ebbe così inizio una guerra che richiese molte energie e risorse agli Asgard che dovettero anche spostare parte della loro flotta dalla Via Lattea.
Tuttavia, i Replicatori cominciarono ad impossessarsi dei vascelli Asgard e le tattiche di questi ultimi furono inefficaci. I Replicatori sono esseri con una grande capacità di apprendimento e più gli Asgard usavano armi innovative, più i Replicatori diventavano potenti, imparando in fretta come rendere inefficaci le loro tecnologie. I Replicatori giunsero persino a minacciare Othala, il mondo d'origine degli Asgard. Disperati, gli Asgard chiesero aiuto ai terrestri, dotati per natura di più fantasia tattica di loro. Con l'aiuto del maggiore Carter, riuscirono ad impedire la distruzione di Othala, anche se ciò costò la distruzione della nave asgard O'Neill.
In seguito i Replicatori furono attivati sul pianeta Halla da un segnale asgard. Gli Asgard riuscirono ad intrappolarli in una bolla temporale, in grado di trattenerli per un tempo indefinito. Tuttavia, in questo stesso periodo, svilupparono una loro forma umana. La prima di queste forme, Primo, riprogrammò il dispositivo perché agisse in modo opposto e desse loro tutto il tempo per replicarsi e potere poi conquistare tutti i mondi conosciuti. L'SG-1, il cui aiuto fu nuovamente richiesto dagli Asgard, ingannò Quinto, convincendolo ad attivare di nuovo il dispositivo temporale, rallentando nuovamente lo scorrere del tempo per i Replicatori.

### Dopo la forma umana
Gli Asgard, per essere sicuri di distruggere i Replicatori, incrementarono la massa del sole di Halla, trasformandolo in un buco nero. Durante questa operazione, i Replicatori usarono il dispositivo temporale per controbilanciare gli effetti del buco nero, riuscendo a fuggire e ad attaccare la nave di Thor e rapendo il maggiore Carter, a bordo del vascello per chiedere l'aiuto di Thor per un problema nella Via Lattea. Il maggiore realizzò ben presto che i Replicatori erano ora guidati da un singolo Replicatore di forma umana, Quinto, che provava un forte risentimento verso l'SG-1, che lo aveva ingannato, ma soprattutto per Carter, la quale non ricambiava il suo amore. Carter scoprì che i piani di Quinto erano sempre di permettere ai suoi fratelli Replicatori di moltiplicarsi e per fare ciò stava portando il vascello su cui erano a bordo verso la nuova patria degli Asgard, Orilla. Una volta raggiunto il pianeta, il vascello venne distrutto da una flotta di navi Asgard ma alcuni di essi sopravvissero raggiungendo il pianeta e cominciando ad infestarlo. Sul pianeta cominciarono ad usare il Neutronium per ricostruire Replicatori di forma umana. Nel frattempo, Thor era giunto sulla Terra per salvare la vita al colonnello Jack O'Neill, scaricando dalla sua memoria la conoscenza degli Antichi, caricatasi nella sua mente da un archivio degli Antichi. Thor però si fece prima costruire da O'Neill un'arma in grado di distruggere i Replicatori. Riprodotta su dimensione planetaria, Thor cominciò ad usare l'arma sui Replicatori su Orilla, costringendoli a fuggire nell'iperspazio. Quinto, resosi conto che Carter non l'avrebbe mai amato, abbandonò il maggiore sul pianeta e fuggì con gli altri Replicatori. Anche se sconfitti, i Replicatori non erano stati distrutti e Quinto usò le sue scorte di Neutronium per costruire un Replicatore in forma umana, identico a Carter.

### Il Replicatore Carter e la sconfitta
Il nuovo Replicatore Carter fuggì verso la Via Lattea nel tentativo di ottenere l'aiuto del neopromosso tenente colonnello Carter, alla quale affermò di voler vivere in pace e che i Replicatori avevano trovato il modo di resistere alle armi anti-Replicatore. Assieme, le due Carter, trovarono una soluzione al problema e quando i Replicatori giunsero nella Via Lattea, il Replicatore Carter distrusse, con la nuova arma, Quinto e i suoi fratelli. A questo punto, il Replicatore Carter rivelò di aver mentito sulle nuove capacità di resistenza dei Replicatori. Rivelò inoltre che ora, grazie alla vera Carter, era in grado di resistere a quella stessa arma che lei aveva usato per distruggere Quinto e poter quindi prendere il comando dei Replicatori. Il replicatore Carter sferrò un attacco massiccio ai Goa'uld dando occasione ai Jaffa ribelli di conquistare il tempio di Dakara; nel frattempo catturò Daniel Jackson per cercare, nelle sue conoscenze residue da asceso, tutte le armi in grado di fermarla. L'SG1 venne informato da Ba'al (che aveva appreso la notizia di Anubis) dell'esistenza di un'arma in grado di distruggere i replicatori che si trovava proprio a Dakara; intanto anche il replicante Carter apprende da Daniel l'esistenza di quest'arma dirigendosi là ma Sam, Jacob, Selmak e Ba'al riescono a configurare ed usare l'arma per distruggere i Replicatori.

### Rinascita sullaOdyssey
Alcuni anni dopo nella galassia degli Alterani mentre l'SG-1 stava cercando l'Arca della Verità, James Marrick, su ordine dell'IOA, usò il Nucleo Asgard della Odyssey per creare dei Replicatori. I nuovi Replicatori erano modificati da un programma di origine sconosciuta, consegnato a Marrick: i Replicatori divennero immuni all'arma anti-Replicatore, ebbero conoscenza di ogni sistema della Odyssey e possedevano un sistema autodistruttivo. Marrick affermò che questo era il piano dell'IOA per distruggere le navi Ori, se il Supergate non fosse stato distrutto. Per impedire che l'autodistruzione venisse attivata, i Replicatori presero il controllo di Marrick, aggregandosi ad esso. Nel frattempo altri Replicatori cominciavano ad avvicinarsi al Nucleo Asgard nonostante gli sforzi dell'equipaggio. Quando il colonnello Mitchell piazzò del C-4 sulla regina dei Replicatori, Marrick lo raggiunse e i due cominciarono a combattere. Lo scontro fu impari perché Marrick era potenziato dai Replicatori ma Mitchell riuscì comunque a fermarlo, non prima di avere scoperto come attivare l'autodistruzione. I Replicatori furono distrutti definitivamente quando il colonnello Carter attivò l'autodistruzione.

## Caratteristiche fisiche

### I Blocchi
Ogni Replicatore è formato da una serie di blocchi, fatti di molte particelle energetiche, chiamate Keron, e per creare nuovi blocchi servono diversi blocchi uniti assieme. Possono quindi aggregarsi in modi differenti, in base alle loro necessità. I Replicanti hanno solitamente una forma aracnoide con sei zampe. I blocchi sono in grado di assorbire energia, che viene usata per auto-potenziarsi, rendendo perciò inutili le armi Asgard, basate su l'uso di "proiettili" d'energia. Le armi terrestri, basate su l'uso di proiettili metallici, sono in grado di danneggiare permanentemente i blocchi dei Replicatori ma sono inutili contro i Replicatori di forma umana.
I blocchi sono anche in grado di assemblarsi in differenti modi e in diverse condizioni. Sono in grado, per esempio, di creare muri di blocchi usati come barricate per imprigionare i nemici e possono diventare tavoli o coprire un intero pianeta con blocchi in grado di conservare energia.

### Il comportamento
I Replicatori tendono a modificare le tecnologie più avanzate che riescono ad incorporare. Sia le navi Asgard classe Belisknar che gli Ha'tak Goa'uld vengono modificate per potersi difendere meglio dalle minacce esterne. Solitamente, i Replicatori non attaccano se non vengono minacciati dal nemico: tuttavia, questa abitudine cambia quando i Replicatori di forma umana prendono il controllo della loro specie. Ogni Replicatore possiede un comportamento indipendente dagli altri ma tutti agiscono verso un fine unico, cioè la replicazione. Infine sono molto adattabili e in grado di imparare dagli errori passati, ideando sempre nuovi modi per rendere le tattiche nemiche inutilizzabili.

### Le terminazioni
L'unica arma che fu in grado di distruggere tutti i Replicatori fu il disgregatore di Replicatori, costruito a partire dalla conoscenza degli Antichi, scaricata per errore nella mente di O'Neill. Questo tipo di arma energetica colpisce le terminazioni energetiche che tengono assieme i blocchi, riducendo in polvere (i blocchi singoli) i Replicatori colpiti. Fu solo attraverso lo studio dei codici dell'arma stessa che riuscirono ad ottenere l'immunità da essa, adattandosi a variare la frequenza energetica dei collegamenti tra i blocchi, una volta compreso su che frequenza lavora il disgregatore.

### Le varie forme

#### Forma di ragno
La forma di ragno è la forma più semplice che assumono solitamente i Replicatori. Sono i più visti e i più numerosi di tutti. I loro compito più importante è raccogliere le materie prime e riportarle alla loro regina per la replicazione, trovando i materiali più duri e resistenti per generare Replicatori più forti. Questi Replicatori possono spruzzare una sostanza in grado di sciogliere anche il metallo.

#### Forma volante
Questa forma di Replicatori fu incontrata una volta sola. Possiedono arti corti e delle strutture simili ad ali sulla schiena. Nonostante ciò, i Replicatori volanti non riescono a volare né a saltare ma possono scalare i muri e lasciarsi cadere da brevi altezze, come da un tavolo, per esempio. Questi Replicatori sono un "modello" vecchio che poi si evolse nelle forme attuali. Sono meno aggressivi degli altri ma lo divennero quando glielo ordinò Reese, all'interno del Comando Stargate.

#### Forma di scarafaggio
La forma di scarafaggio fu vista quando i Replicatori tentarono di impossessarsi di un Ha'tak nel mondo di Sokar, Delmak. Gli scarafaggi sono più larghi dei ragni e questo permette loro di saltare più distante. Molti di loro furono visti anche quando i Replicatori attaccarono il nuovo pianeta madre degli Asgard, Orilla.

#### Forma di scarafaggio gigante
Un Replicatore a forma di scarafaggio gigante è circa 100-200 volte più grande di un normale Replicatore a forma di ragno. Questa forma viene raggiunta quando i Replicatori raggiungono un numero critico e necessitano di più tecnologia per replicarsi. Per esempio, si aggregano in scarafaggi giganti quando si preparano a impossessarsi di un motore di un'astronave. Usando la loro energia, riuscirono ad aumentare la velocità di un Ha'tak di 800 volte il normale. Quando non è più necessaria questa forma, gli scarafaggi giganti si dividono in ragni e scarafaggi più piccoli.

#### La regina
La regina è l'unica variante dei Replicatori il cui scopo è assemblare nuovi Replicatori. Ciò può avvenire solo se gli altri Replicatori le consegnano il materiale primo per costruire i nuovi esemplari. Il processo richiede una grande quantità di energia, così una regina solitamente risiede nei pressi di una buona fonte di energia, rimanendo immobile e protetta dagli altri Replicatori. La prima regina incontrata dall'SG-1 fu a bordo di un sottomarino russo, vicino al luogo dello schianto in mare di una nave Asgard classe Belisknir, dove venne distrutta con un esplosivo. Un'altra regina fu incontrata a bordo della Odyssey mentre traeva energia direttamente dai condotti energetici del vascello.

#### Forma umana
I Replicatori di forma umana sono esteriormente identici agli umani. Questi Replicatori sono formati da milioni di Naniti. I primi, furono creati su Halla, dopo che i Replicatori ritrovarono Reese. Non si sa molto riguardo alla loro costruzione, solo che l'elemento chiave è il Neutronium; questo elemento era molto presente su Orilla e per questo motivo i Replicatori invasero il pianeta. Questa forma di Replicatore è in grado di controllare gli altri esemplari e può essere ucciso solo dal disgregatore di Replicatori.

## Il nome della razza
Nei primi due episodi in cui apparvero, gli adattatori italiani dei dialoghi li chiamarono "Replicatori" ma quando essi riapparvero di nuovo nella prima puntata della quinta stagione vennero ribattezzati, sempre dagli adattatori, "Replicanti". Nelle successive stagioni della serie i due termini nella versione italiana della serie si alternarono.